# Engadina

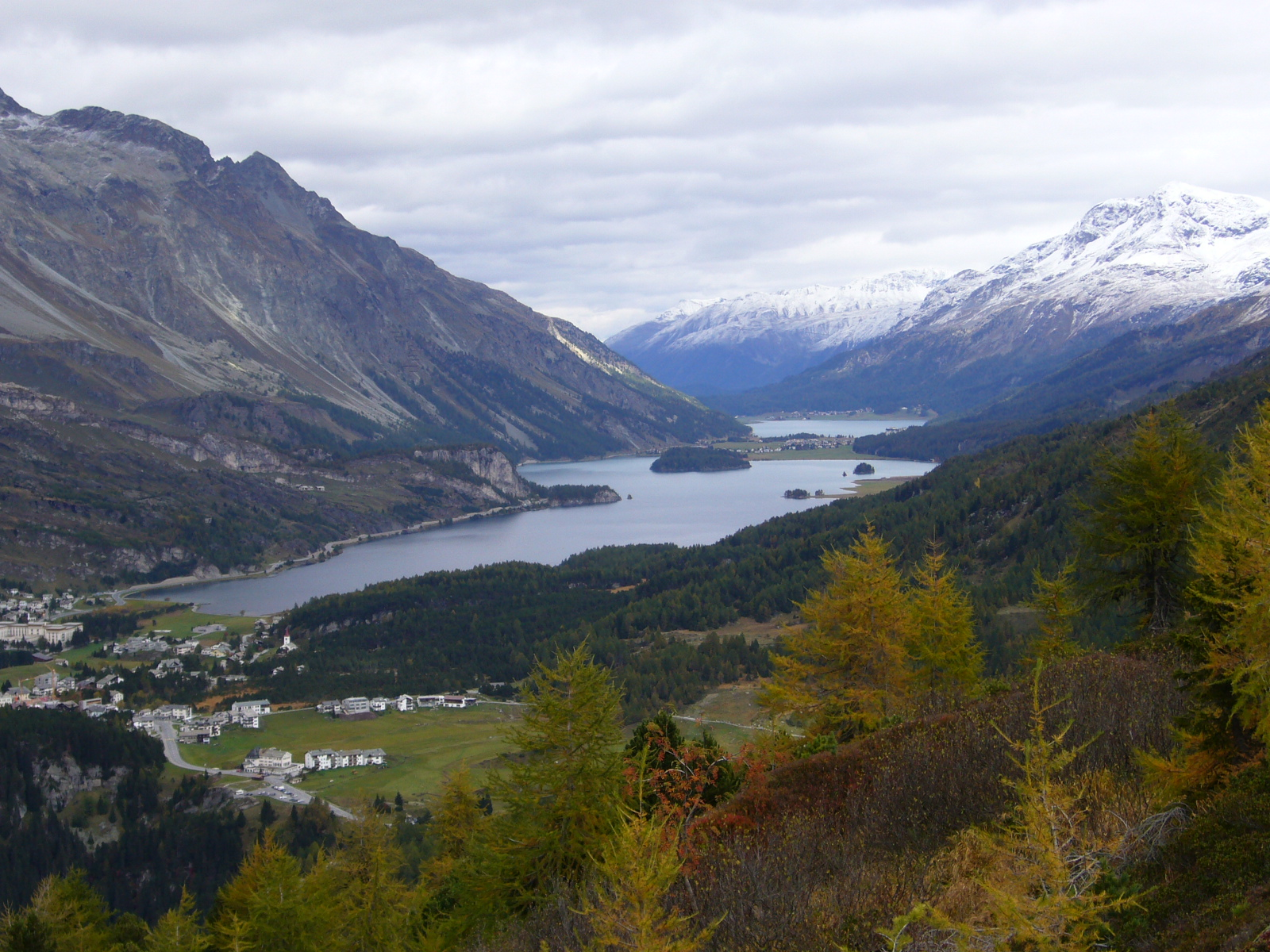
Engadina

Engadina (în germană Engadin, în retoromană Engiadina, în italiană Engadina) este o vale cu o lungime de 80 km, aflată la o altitudine mare pe cursul superior al râului Inn în cantonul Graubünden din Elveția. Numele văii provine de la numele râului En = Inn. Engadina este valea cu cea mai mare densitate a populației din Elveția. Ea este subîmpărțită în Engadina de Sus și Engadina de Jos (Ober- și Unterengadin), la granița dintre cele două părți ale văii aflându-se un pod înalt denumit „Punt'Ota”.

## Valea superioară
Engadina de Sus (în germană Oberengadin, în retoromană Engiadin'Ota) are mai multe lacuri: Silsersee, Silvaplanersee, Champfèrersee și St. Moritzersee, ca și ghețari. Din cauza altitudinii mari (1600–1800 m) unele lacuri sunt înghețate pe o perioadă de două treimi din an. Localnicii obișnuiesc să spună „noi avem șase luni iarnă, iar șase luni este frig”. Prezența zăpezii vara este ceva obișnuit, ca și temperaturile de -35° în timpul iernii. Pădurile de conifere ca și pășunile alpine se întind până la o anumită altitudine. Engadina de Sus este legată prin Pasul Bernina cu valea Poschiavo, iar prin pasul Malojapass cu valea Bregaglia.
Localități în aval: Stampa,  Sils (Segl), Silvaplana (Silvaplauna), St. Moritz (San Murezzan),  Celerina (Schlarigna), Pontresina (Puntraschigna), Samedan, Bever, La Punt-Chamues-ch, Madulain și Zuoz, S-chanf.

## Valea inferioară
Engadina de Jos (în germană Unterengadin, în retoromană Engiadina Bassa) are o cădere mai mare (diferență de nivel 1610–1019 m), valea fiind mai îngustă și mai sălbatică decât Engadina de Sus. Râul Inn are pe această porțiune aspectul unui torent ce curge zgomotos prin numeroase defilee precum Finstermünz, unde râul traversează granița elvețiană.
Localități în aval: Zernez, Susch, Lavin,  Guarda, Ardez, Ftan, Scuol (Schuls), Tarasp, Sent, Ramosch și Tschlin.